# Piva (región)
Piva (en serbio: Пива; pronunciado [pîʋa]) es una región histórica ubicada en Montenegro, que también existió como una tribu conocida como Pivljani (en serbio: Пивљани, pronunciado [pîʋʎaːni]). Está situada en las tierras altas del noroeste montenegrino, en la frontera con la República Srpska, en Bosnia y Herzegovina. El río Piva atraviesa la región. El centro de la región es la ciudad de Plužine.

## Historia
La zona de Piva está habitada desde el Paleolítico. En la década de 1970, se exploró la cueva Odmut, en la que se encontraron huesos y astas en las que hay huellas de arte bien conservadas de pueblos prehistóricos.
Piva se menciona en la Crónica del sacerdote de Doclea del siglo XII como uno de los diez condados de la provincia de Podgorje. Fue 1476 ya formaba parte del Imperio Otomano y en él se lo consideraba una nahiya dentro de las fronteras del Sanjacado de Herzegovina.
Después del Congreso de Berlín de 1878, Piva pasó a formar parte del nuevo estado montenegrino.
El monasterio ortodoxo de Piva, fundado en el siglo XVI, también se encuentra en la zona.